# John Bibby, Sons & Co
«John Bibby, Sons and Co.» — британская компания, правопреемник компаний «John Bibby & Co.» и «John Bibby & Sons», которые выступала в роли морского брокера, судовладельца, агента и оператора своих и чужих парусных судов, агента и оператора направлений (линий) торговли морем. Компания «John Bibby & Sons» занималась этим же бизнесом и, как и её предшественница, базировалась в Ливерпуле. Была основана в c 1851 до декабря 1853 и прекратила существование в 1872 году.

## Владельцы, партнёры и ключевые лица
- Джозеф М. Бибби (−1855) — сын основателя «Bibby» компаний Джона Бибби.
- Джеймс Бибби — сын основателя «Bibby» компаний Джона Бибби.
- Фредерик Ричардс Лейлэнд — начав работать учеником в компании «John Bibby & Sons», построил карьеру и выкупил активы компании в 1872—1873 годах, основав новую компанию «Leyland Shipping Line».
- Джеймс Мосс (англ. James Moss)
- Густав Кристиан Швабе — немецкий еврей из Гамбурга, который вначале учился в «John Bibby & Sons», а потом, став финансистом, в большом объёме инвестировал в «Bibbys».

## Партнёрские и прочие связанные с «Bibby» компании

### Судостроительные компании
«J. & G. Thomson» — морские инженеры, которые построили три пассажирских судна для «John Bibby & Sons» в 1852—1853 годах.
"«E. J. Harland» —
«Harland & Wolff» —

### Поглощённые «John Bibby, Sons & Co» компании
«Levant Screw Steam Shipping Co.» —

## История

### Варианты названия компании
- «Bibby & Co.» — похоже с 1951 года так называлась компания или это укороченное от «John Bibby, Sons & Co.» (тогда тоже с 1851 года).[2]
- «Bibby, Sons & Co.» — в одной из британских газет от 2 декабря 1953 года.[3]
- «John Bibby, Sons & Co.» — со второй половины 1850-х годов в связи с объединением компаний «John Bibby & Sons» и «Levant Screw Steam Shipping Co.».
- «J. Bibby, Sons and Co.» — сокращение от «John Bibby, Sons & Co.».
- «John Bibby Sons & Co.» —

### Основание
В 1850 году железные пароходы доказали свою выгоду и твёрдо вошли во флот. Торговля велась в первую очередь с Средиземноморьем, экспортируя товары британского производства в обмен на местные сельскохозяйственные продукты. Говорили, что Фредерик Ричардс Лейлэнд сыграл важную роль в 1850 году для ввода пароходов в «Bibby» компанию для Средиземноморской торговли. В 1850 году компания приобрела свой первый пароход для средиземноморского сервиса.

### «Bibby & Co.»
Пока не ясно, была ли компания переименована и перестроена в «Bibby & Co.» и потом в «John Bibby, Sons & Co.», но сказано, что с 1851 года компания стала публичной, то есть «& Co.». С 1951 иногда (и в 1959 году тоже в одной британской газете) встречается название компании «Bibby & Co.», а с декабря 1853 года встречается в основном название «John Bibby, Sons & Co.». Строительство пароходов требовало совместных усилий производств в нескольких отраслях, то есть компания перестала быть чисто семейной и были привлечены владельцы судостроительных, медеплавильных и прочих заводов. Перспектива открытия Суэцкого канала требовала завязать компанию с прочими влиятельными особами.
Винтовой пароход «Tiber» построила в 1851 году компания «J. Reid & Co. Ltd.». Вот что писал про этот пароход Эдвард Джеймс Харланд:
```
"... пароход для «Bibby and Co.» на 
Клайде
, судостроитель Мистер Джон Рид (
англ.
 
John Read
) и двигатели от 
«J. and G. Thomson»
, в то время я был с ними (с Томсонами). Пароход рассматривался на предмет экстремальной длины, которая составляла 235 футов, в пропорции к ширине, которая была 29 футов. Серьёзные опасения, сможет ли судно выстоять в буйном море, были откинуты. Думали, что корабли в таких пропорциях могут сгибаться и даже небезопасны. Однако, на мой взгляд казалось, что пароход имел большой успех. С этого времени я начал думать и работать над преимуществами и недостатками такого судна, рассматривая это с точек взгляда судовладельца и судостроителя. Результат имел перевес в пользу судовладельца, и это причиняло трудности судостроителю в строительстве судна. Однако, эти трудности, я думал, могут быть легко преодолены."
[
2
]
```

### «John Bibby, Sons & Co.»
Британские газеты, датированные 2 декабря 1953 и позже, называют компанию «Bibby, Sons & Co.», «John Bibby, Sons & Co.», «J. Bibby, Sons & Co.».
В 1854 году совместный сервис в направлении Левант, Константинополь и Бейрут был начат в ассоциации с Джеймсом Моссом (англ. James Moss), для которого была сформирована «Levant Screw Steam Shipping Co.» и который с 1833 года был во главе ещё одной судоходной компании «James Moss and Co.». Пароходы «Bibby» «Albanian» и «Corinthian», дымовые трубы которых окрашены в жёлтый цвет, располагались лагом к пароходам Джеймса Мосса на данном маршруте.
На политическом фронте в марте 1854 года Наполеон III Бонапарт вместе с Великобританией решили, что Турции должна быть предложена определённая защиты от российской экспансии через Дунай, который привёл к перемещению Союзных экспедиционных сил в Варну. Несмотря на вмешательство Австрии, которая убедила Россию не начинать войну, была дана установка на уничтожение российской военно-морской базы в Севастополе. Вскоре после этого все пароходы «Bibby» и некоторые её парусные суда были реквизированы для службы в период Крымской войны, которая продолжалась до 1856 года, когда был подписан Парижский договор. Сначала «Bibby» суда эксплуатировали между Ливерпулем и Варной, но, когда в сентябре в российский Крым вторглись войска, запасы стали перевозить в Крым. После этого суда действовали между Ливерпулем и авангардом высаженным возле Евпатории.
В 1854 году было завершено строительство последнего парусного судна компании, получившего название «Pizarro».
В 1855 году Джозеф М. Бибби умер, оставив Джона Бибби (II) в качестве единственного оставшегося в живых члена семьи в судоходной части бизнеса.

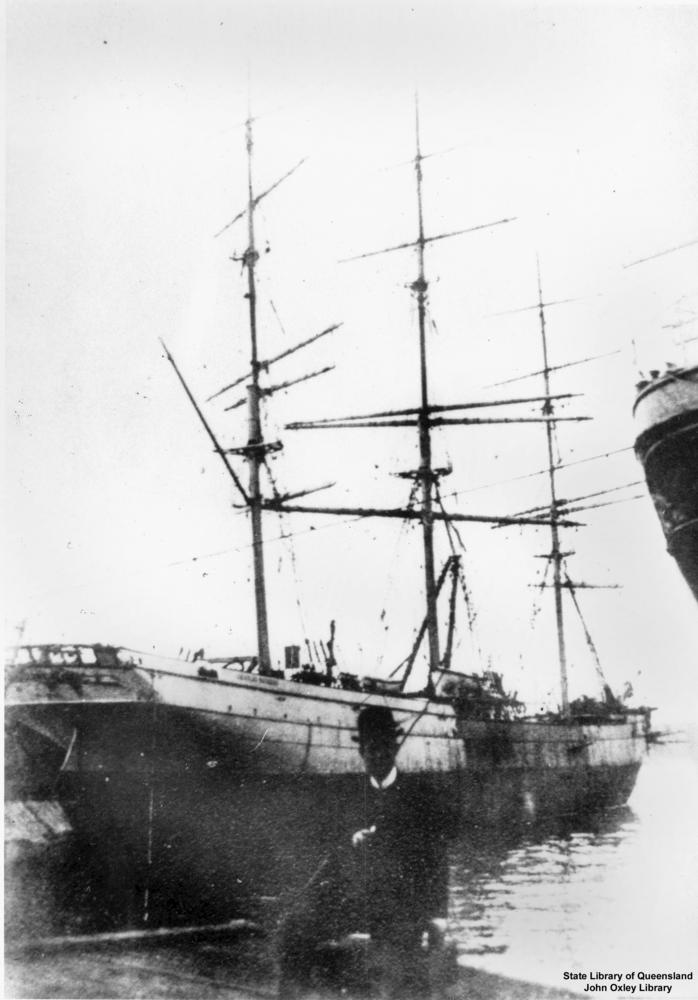
Пароход «Danube» (1856) имел паровой двигатель и парусное снаряжение, построен для «Bibby» компании в 1856 году и продан «Leyland Line» в 1873 году.

В 1956 году флот «Bibby» состоял из 13 пароходов и 5 парусников.
В 1850 году компания приобрела свой первый пароход для средиземноморского сервиса, а в 1857 году вступила во владение «Levant Screw Steam Shipping Co.». То есть, в 1857 году, «John Bibby & Sons» приобрела «Levant Screw Steam Shipping Co.».
В конце 1857 года была приобретена торговля и деловые взаимоотношение «Levant Screw Steam Shipping Co.» и, в то же время, пароход «Crimean» присоединился к флоту компании. Цвет дымовых труб пароходов «Levant Screw Steam Shipping Co.» был розовый с чёрным верхом и, с этого времени, он был заимствован для всего флота компании, чтобы стать знаковым цветом Бибби. В мае 1857 торговля грузами с Индией была свёрнута в результате индийского мятежа, который был вызван индуистской оппозицией в связи с британскими попытками навязать социальные реформы. Восстание быстро распространилось по центральной Индии и были репрессии с большой жестокостью и кровопролитием. В результате правительством Индии был принят Закон 1858 года, который перенёс правительство Индии из Ост-Индийской компании в Британскую корону.
Густав Кристиан Швабе из Гамбурга, уже ставший финансистом, в большом объёме инвестировал в «Bibbys».
О событиях 1858 года, возможно годом ранее, судостроитель Мистер Харланд писал:
```
Это было необходимо, тем не менее, перед началом для себя, что я должен помочь Мистеру Хиксон в отделке оставшихся в ладони судов, а также высматривать заказы на своё собственное усмотрение. К счастью, я не долго ждал; ибо это должно было случиться так, словно моё официальное представление Господам (Мистерам). Томсон из Глазго добился успеха через посредство моего хорошего друга Мистера Швабе, который склонил Мистера Джеймса Бибби («John Bibby, Sons and Co.», Ливерпуль) предоставить мне с необходимым письмом. Покуда в Глазго, я прилагал усилия помочь Господам Бибби в покупке парохода, так что я теперь мне доверено строительство трёх винтовых пароходов - 
"Venetian"
, 
"Sicilian"
, и 
"Syrian"
, каждый 270 футов в длину, с 34 футов и 22 фута в ширину и 9 дюймов высотой корпуса судна; и заключил контракт с «McNab and Co.», Гринок, поставить необходимые паровые двигатели.
[
2
]
```

«McNab and Co.» построила паровые двигатели для 3-х винтовых пароходов «Venetian», «Sicilian», и «Syrian» строившихся для компании Джеймса Бибби «J. Bibby, Sons and Co.» из Ливерпуля, — каждый из пароходов имел 270 футов в длину, 34 фута в ширину и 22 футов 9 дюймов высотой корпуса судна. Если «Venetian» была построена в 1959 году, то исходя из вышесказанного компания уже в 1858 году называлась «John Bibby, Sons and Co.».
Начиная с 1859 года выходят новые пароходы для «Bibbys» линий с верфи «E. J. Harland», Белфаст, которая позже стала всемирно известной верфью «Harland & Wolff Ltd.». Так, в 1859 году «E. J. Harland & Co. Ltd.» спустила на воду пароход «Venetian» для мистера Бибби.
Международные грузоперевозки резко изменились с 1859 года, когда 17 октября хедив Египта и императрица Франции Евгения де Монтихо открыли Суэцкий канал. Морские пути на Дальний Восток и Австралию ранее должны были идти через мыс Доброй Надежды, а теперь шли через Суэцкий канал, экономя около 5000 миль.
«John Bibby, Sons & Co.» была поражена судами, которые построили для неё на верфи «E. J. Harland & Co. Ltd.» в 1859—1860 годах. Поэтому «John Bibby & Sons» в 1860 году заказала ещё шесть пароходов на верфи Эдварда Харланда. Суда согласно дизайна Эдварда Харланда были длинными, с узкими бимсами и с плоским дном; судна стали известны как «гробы Бибби» (англ. "Bibby's coffins").
В 1861 году Фредерик Ричардс Лейлэнд становится партнёром в фирме «John Bibby, Sons & Co.», которую до этого называли «John Bibby & Sons».

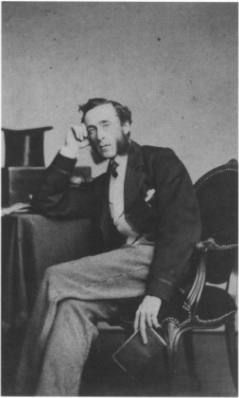
Фредерик Ричардс Лейлэнд. 1870 год.

30 сентября 1869 году, в четверг, пароход «Braganza» (1956 года постройки), компании «John Bibby Sons & Co.» вышло из доков Ливерпуля и, в то время, когда большинство членов экипажа мирно спали в своих койках, неизвестным образом для капитана Mr. John Llyne «Braganza» приближалась к другому пароходу «Jerome». Два судна столкнулись и в течение нескольких минут «Braganza» исчез под волнами, забрав с собой капитана и шесть членов экипажа.
1872 год. Товарищество «John Bibby, Sons & Co.», которое сложилось из компаньонов (партнёров) в числе которых был Фредерик Ричардс Лейлэнд, распалось.
На 1 января 1873 года двадцать один пароход и буксир «Camel» перешли под контроль Фредерика Ричардса Лейлэнда.
В 1873 году Фредерик Ричардс Лейлэнд одержал контрольный пакет акций и перенял правление от Джеймса Бибби на себя, так как Джеймс имеет намерение уйти в отставку. Лейлэнд сохранил за собой право использовать название компании «John Bibby, Sons & Co.» (он не приводил это в жизнь) и сдавать компанию в наём.
Однако, когда Фредерик Ричардс Лейлэнд намеревался изменить «Bibby» имя в названии компании на своё властное имя, поэтому был протест со стороны семьи Бибби.
Когда в 1873 году Джеймс Бибби ушёл на пенсию, его партнёр Фредерик Ричардс Лейлэнд, приобретя контрольный пакет акций фирмы «John Bibby, Sons & Co.», формирует свою компанию на базе «Bibbys» и под названием «Leyland Shipping Line».

### Послесловие
В 1889 году Бибби семья вернётся в судоходный бизнес с заново основанной компанией «Bibby Brothers & Co.» и новыми судами. Но это уже другая компания, другие члены семьи Бибби и другие пароходы, так как очень большой период отсутствия «Bibbys» длился где-то 16-17 лет. Поэтому не правильно считать, что «John Bibby, Sons & Co.» и «Bibby Brothers & Co.» являются одной и той же компанией. Просто семья Бибби возобновила свой бизнес через 16 лет.

## Торгово-пассажирские направления обслуживаемые парусными судами компаний «Bibbys» с 1851 до 1873 года
- 1801—1870 Ливерпуль — перевозки вдоль побережья
- 1805—1873 Ливерпуль — Средиземноморье
- Где-то с 1830-х — Ливерпуль — Вест-Индия / Британская Гвиана (British Guiana)
- 1830-х — Ливерпуль — Южная Америка
- 1834 — Ливерпуль — Бомбей / Дальний Восток[4]

## Торгово-пассажирские направления обслуживаемые пароходами компаний «Bibbys» с 1851 до 1873 года
- 1850—1873 Ливерпуль — Средиземноморье
- 1854—1873 Ливерпуль — Левант — Чёрное море и транспорты в Крымской войне
- 1854—1873 Ливерпуль — Испания — Португалия.[4]